# Liste des élections générales terre-neuviennes et téneliennes
Ceci est un sommaire des résultats des élections générales de Terre-Neuve-et-Labrador depuis son adhésion à la confédération canadienne en 1949. Ne sont inclus dans ces tableaux que les candidats et partis ayant été représentés à la Chambre d'assemblée de Terre-Neuve-et-Labrador.

## 1949 à 1959
| Parti        | Parti                     | 1949   | 1949     | 1951   | 1951     | 1956   | 1956     | 1959   | 1959     |
| ------------ | ------------------------- | ------ | -------- | ------ | -------- | ------ | -------- | ------ | -------- |
| Parti        | Parti                     | Sièges | Voix (%) | Sièges | Voix (%) | Sièges | Voix (%) | Sièges | Voix (%) |
|              | Libéral                   | 22     | 65,5     | 24     | 63,6     | 32     | 66,3     | 31     | 58,0     |
|              | Progressiste-conservateur | 5      | 32,9     | 4      | 35,6     | 4      | 32,0     | 3      | 25,3     |
|              | United                    | -      | -        | -      | -        | -      | -        | 2      | 8,2      |
| Total sièges | Total sièges              | 27     | 27       | 28     | 28       | 36     | 36       | 36     | 36       |

## 1960 à 1979
| Parti        | Parti                     | 1962   | 1962     | 1966   | 1966     | 1971   | 1971     | 1972   | 1972     | 1975   | 1975     | 1979   | 1979     |
| ------------ | ------------------------- | ------ | -------- | ------ | -------- | ------ | -------- | ------ | -------- | ------ | -------- | ------ | -------- |
| Parti        | Parti                     | Sièges | Voix (%) | Sièges | Voix (%) | Sièges | Voix (%) | Sièges | Voix (%) | Sièges | Voix (%) | Sièges | Voix (%) |
|              | Libéral                   | 34     | 58,7     | 39     | 61,8     | 20     | 44,4     | 8      | 37,2     | 16     | 37,1     | 19     | 40,6     |
|              | Progressiste-conservateur | 7      | 36,6     | 3      | 34,0     | 21     | 51,3     | 33     | 60,5     | 30     | 45,5     | 33     | 50,4     |
|              | Autre/Indépendant         | 1      | 1,1      | -      | -        | 1      | 2,4      | 1      | 1,2      | 5²     | 11,9     | -      | -        |
| Total sièges | Total sièges              | 42     | 42       | 42     | 42       | 42     | 42       | 42     | 42       | 51     | 51       | 52     | 52       |

1 Parti labradorien (Labrador Party)
² Parti réformiste libéral de Terre-Neuve (Newfoundland Reform Liberal Party)

## 1980 à 1999
| Parti        | Parti                     | 1982   | 1982     | 1985   | 1985     | 1989   | 1989     | 1993   | 1993     | 1996   | 1996     | 1999   | 1999     |
| ------------ | ------------------------- | ------ | -------- | ------ | -------- | ------ | -------- | ------ | -------- | ------ | -------- | ------ | -------- |
| Parti        | Parti                     | Sièges | Voix (%) | Sièges | Voix (%) | Sièges | Voix (%) | Sièges | Voix (%) | Sièges | Voix (%) | Sièges | Voix (%) |
|              | Libéral                   | 8      | 34,9     | 15     | 36,7     | 31     | 47,2     | 35     | 49,1     | 37     | 55,1     | 32     | 49,5     |
|              | Progressiste-conservateur | 44     | 61,2     | 36     | 48,6     | 21     | 47,6     | 16     | 42,1     | 9      | 38,7     | 14     | 40,6     |
|              | NPD                       | -      | 3,7      | 1      | 14,4     | -      | 4,4      | 1      | 7,4      | 1      | 4,5      | 2      | 8,2      |
| Total sièges | Total sièges              | 52     | 52       | 52     | 52       | 52     | 52       | 52     | 52       | 47     | 47       | 48     | 48       |

## Depuis 2000
| Parti        | Parti                     | 2003   | 2003     | 2007   | 2007     | 2011   | 2011     | 2015   | 2015     | 2019   | 2019     | 2021   | 2021     |
| ------------ | ------------------------- | ------ | -------- | ------ | -------- | ------ | -------- | ------ | -------- | ------ | -------- | ------ | -------- |
| Parti        | Parti                     | Sièges | Voix (%) | Sièges | Voix (%) | Sièges | Voix (%) | Sièges | Voix (%) | Sièges | Voix (%) | Sièges | Voix (%) |
|              | Progressiste-conservateur | 34     | 58,7     | 43     | 69,7     | 37     | 56,09    | 7      | 30,1     | 15     | 42,6     | 13     | 38,8     |
|              | Libéral                   | 12     | 33,2     | 3      | 21,8     | 6      | 19,07    | 31     | 57,2     | 20     | 43,9     | 22     | 48,2     |
|              | NPD                       | 2      | 6,9      | 1      | 8,3      | 5      | 24,64    | 2      | 12,1     | 3      | 6,3      | 2      | 8,0      |
|              | Indépendant               | 0      | 1,4      | 0      | 0,2      | 0      | 0,2      | 0      | 0,7      | 2      | 4,7      | 3      | 4,6      |
| Total sièges | Total sièges              | 48     | 48       | 48     | 48       | 48     | 48       | 40     | 40       | 40     | 40       | 40     | 40       |